# Toyin Ojih Odutola
Toyin Ojih Odutola, née en 1985 au Nigeria, est une artiste visuelle contemporaine nigériane-américaine connue pour ses dessins multimédias et ses œuvres sur papier. Son style unique repense les traditions du portrait et de la narration.

## Biographie
Ojih Odutola est née en 1985 à Ife, au Nigeria,, où ses deux parents sont enseignants. Elle est d'origine Yoruba et Igbo, respectivement par son père et sa mère,. Alors qu’elle a 5 ans, en 1990, sa mère, Nelene Ojih, emmène Toyin Ojih Odutola et son frère de deux ans aux États-Unis pour rejoindre leur père, Jamiu Ade Odutola, à Berkeley, en Californie, où il effectue des recherches et enseigne la chimie à l'université. « Je suis une enfant d'immigrés » indique-t-elle dans une interview.
Après quatre ans à Berkeley, la famille s'installe en 1994 à Huntsville, en Alabama, où son père est devenu professeur associé à l'université Alabama A&M, et sa mère infirmière. « On ne m'a parlé de l'esclavage, de Martin Luther King et des émeutes de Birmingham que quelques jours avant notre départ, à l'école de Berkeley, et maintenant cet endroit fou appelé Alabama allait devenir mon foyer », explique-t-elle à propos de ce déménagement, précisant encore : « votre noirceur et votre altérité vous sautent aux yeux tous les jours à la cantine et à la récréation. C'était une vision de la vie à trois niveaux. Vous êtes déjà un étranger en Amérique. Et maintenant, parmi les Afro-Américains, vous êtes Africain, ce qui est un autre coup dur pour vous. Et même dans votre propre famille, vous n'êtes pas la même - vous commencez à vous américaniser ». « J’étais une enfant migrante et ce qui m’a en grande partie défini, c’était ma peau. Quel que soit le lieu ou le contexte, j’étais déterminé par ma peau. Plus tard, j’ai utilisé le motif de la peau comme une métaphore, un terrain de jeu pour relater ma perception du monde, mon expérience. [...] Pourquoi ma couleur de peau ne me permet pas de circuler n’importe où ? On a tous le droit de se sentir légitime sur terre, sans qu’on nous demande d’où on vient », explique-t-elle aussi dans une autre interview.
Après avoir marqué une pause, elle décide de s’engager dans des études supérieures artistiques. En 2007, elle participe à une résidence d’été artistique de l'Université Yale dans le Connecticut. Les années suivantes, elle obtient une licence en arts plastiques et en communication de l'université de l'Alabama à Huntsville en 2008, puis. en 2012, une maîtrise en beaux-arts du California College of the Arts, à San Francisco,.
Alors qu'elle étudie encore au California College of Arts de San Francisco, elle est repérée par le galeriste Jack Shainman et a l’opportunité de présenter une première exposition personnelle à New York  dans sa galerie, la galerie Jack Shainman (en), en 2011.
Cette première exposition, intitulée MAPS, comporte un ensemble de portraits de personnes noires sur des fonds blancs, dessinés au stylo à bille. Son style et ce langage visuel très spécifique qu’elle a inventé durant ses études met en valeur la peau de ses personnages. Ses créations sont remarquées. Elle participe à plusieurs expositions collectives, comme au  Studio Museum in Harlem en 2012 ou au Brooklyn Museum en 2015,. Le magazine Forbes la mentionne dès 2012 parmi les artistes de moins de 30 ans à suivre. Les expositions individuelles ou collectives s’enchaînent ensuite dans des lieux à la réputation de plus en plus grande et elle commence à acquérir une notoriété nationale puis internationale,. En 2015, son exposition individuelle, Untold Stories, au musée d'Art contemporain de Saint-Louis (en), introduit la narration et le texte dans son travail, marquant un changement dans ses pratiques. La même année, elle décide de rajouter le patronyme de sa mère à celui de son père : Toyin Odutola devient officiellement Toyin Ojih Odutola. En 2016, elle présente A Matter of Fact, une exposition personnelle au Museum of the African Diaspora. Cette même année 2016, le conservateur en chef des dessins et des gravures du Museum of Modern Art de New York, le MoMA, l’informe que son institution a décidé de lui acheter un premier dessin, The Raven, pour l'inclure dans sa collection permanente,. Ces œuvres semblent être des peintures mais restent des dessins. Elle expérimente d’ailleurs différents outils pour dessiner : combinaisons de pastels, de fusain, de crayon à papier, d'encre, etc.., et, toujours, de stylo à bille, comme pour ses premières créations. Son travail fait la couverture du magazine Juxtapoz en novembre 2017, à l'occasion d’une exposition individuelle new-yorkaise,  To Wander Determined , au Whitney Museum of American Art,. Cette exposition au Whitney Museum of American Art présente une série de personnages reliés par un récit fictif de deux dynasties aristocratiques nigérianes unies par l'union de leurs fils et dont l’histoire, complètement imaginée, serait non encombrée par l'histoire du colonialisme. Toyin Ojih Odutola présente ces œuvres comme une collection privée de ces familles, poursuivant par le biais de cette fiction sa réflexion sur les races, le genre, le pouvoir et les classes sociales,,.
Durant l'année universitaire 2017/2018, elle est en résidence artistique au Barnard College à New York. En 2018, elle participe à la 12e édition de la biennale internationale Manifesta à Palerme, en Italie. En août 2020, sa première exposition individuelle dans un musée au Royaume-Uni est inaugurée au Barbican Centre, à Londres, sous le titre A Countervailing Theory. Spécifiquement pour cette exposition, elle crée 40 œuvres représentant une parabole ancienne se déroulant sur le plateau de Jos, au centre du Nigeria. Dans l'entretien qu'elle accorde au périodique The Observer, elle indique que l'exposition lui a été inspirée par deux faits : la lecture d'articles sur d'anciennes formations rocheuses dans le centre du Nigeria et l'audition d'un archéologue allemand qui avait attribué à tort des statues en laiton trouvées au Nigeria à des « Grecs de l'Atlantide » parce qu'il « ne pouvait pas concevoir que les Nigérians aient les aptitudes mentales nécessaires pour créer des objets aussi beaux et anatomiquement corrects ». L'auteure Zadie Smith écrit un essai sur le thème de cette exposition dans The New Yorker.
En 2020, elle se voit décerner le prix Jean-François Prat.

## Style et influences
Toyin Ojih Odutola est surtout connue pour ses dessins de portraits détaillés. Cependant, l'artiste ne se considère pas comme une portraitiste : les sujets de ses dessins sont souvent librement inspirés de plusieurs personnes différentes. Elle attribue à un de ses professeurs d'art au lycée, Dana Bathurst, le mérite de lui avoir fait découvrir des artistes portraitistes afro-américains tels que Jacob Lawrence, Elizabeth Catlett, ou Romare Bearden : « Dana Bathurst était une professeure fantastique qui a transformé mon idée de ce que signifiait être un artiste, et elle m'a fait découvrir de nombreux artistes et écrivains afro-américains qui continuent de m'influencer jusqu'à aujourd'hui » explique-t-elle,. Elle se dit également inspirée et influencée par les bandes dessinées, les mangas et les anime. En outre, les œuvres d'artistes contemporains comme Kerry James Marshall ou Lynette Yiadom-Boakye ont eu un impact sur ses travaux.